# Bettolle
Bettolle è una frazione del comune italiano di Sinalunga, nella provincia di Siena, in Toscana.
La frazione è posta su una piccola dorsale collinare in mezzo alla Val di Chiana senese, all'uscita "Valdichiana" dell'Autostrada A1.

## Storia
Le origini del paese sono antichissime, testimoniate dai numerosi reperti etruschi rinvenuti nella storia.
L'origine del nome è incerta, riconducibile, secondo alcuni, alla presenza di un bosco di betulle, ma altamente improbabile vista l'assenza di questa essenza dall'habitat della Valdichiana, secondo altri dal nome della famiglia etrusca Vetu insediata nella vicina località di Farneta (Vettunlae diventato poi Bettolle).
Nel periodo medievale, l'imperatore Enrico II concesse all'abate di Farneta l'abitato di Bettolle, chiamandolo con l'appellativo di "Villa di Bettolle" nel 1014.

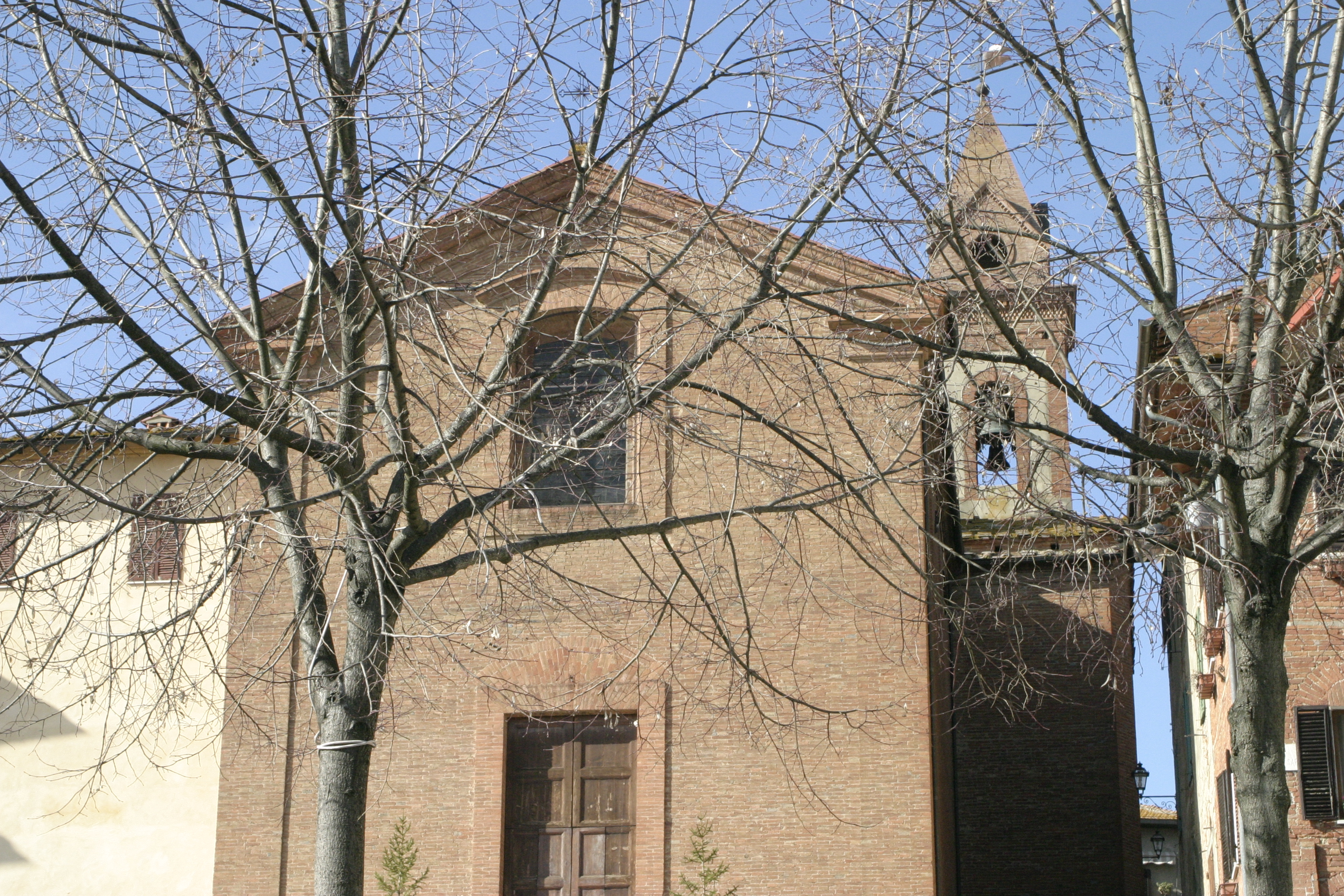
Chiesa di San Cristoforo

Bettolle diventò poi feudo dei Cacciaconti, signori di Asciano e di un gran numero di castelli in val di Chiana, e successivamente, intorno al 1266, il governo della Repubblica di Siena inviò un Podestà a capo del castello, anche se la famiglia Cacciaconti continuò a mantenere una forte influenza nel luogo. Dopo il 1515 fu sotto il controllo dell'influente cardinale Silvio Passerini, molto vicino alla famiglia fiorentina dei Medici, che vi costruì una bella villa.
Al pari degli altri paesi della zona, nel 1554, le truppe fiorentine della famiglia Medici, alleate con l'esercito di Carlo V, conquistarono definitivamente Bettolle.
Il feudo fu abolito nel 1749, dal 1778 il paese fu annesso al Comune di Sinalunga, mentre l'imperatore Leopoldo II, che fu granduca del Granducato di Toscana con il nome di Pietro Leopoldo I, completò l'opera di bonifica della Val di Chiana.

## Monumenti e luoghi d'interesse
A Bettolle si trova la chiesa di San Cristoforo, situata sulla localizzazione di un'antica pieve scomparsa, dedicata a Maria Assunta, come risulta da un documento del 1014.
Notevoli esempi di architettura rurale sono le case leopoldine, sorte in tutta la vallata nel periodo appena successivo alla bonifica della Val di Chiana voluta dal granduca Leopoldo II d'Asburgo-Lorena. Da segnalare anche la Real Fattoria di Bettolle.

## Cultura

### Tradizioni e folclore
- Palio della Rivalsa di Bettolle nasce nel 1996 per idea dell'Associazione Pro Loco Bettolle che voleva rilanciare il paese e la sua immagine.[2] Il Palio ha quindi come tema quello di rievocare l'episodio per mezzo di un Corteo Storico con costumi del 1500 composto dai figuranti di ciascuna delle cinque contrade e della Pro-Loco che sfilano per le vie cittadine ed una successiva gara vinta dalla contrada che per prima riesce a spengere l'incendio in cima alla sagoma di un castello appositamente ricostruito che sta distruggendo Bettolle.[3]   La gara è divisa in due parti. La prima parte consiste nella corsa con un barellino con anfora soprastante, portato da due concorrenti; la seconda parte consiste, invece, nella scalata di un "PALO" di legno unto di 5 metri montato in corrispondenza del castello.[4]
- La città dei Presepi (dicembre e gennaio): mostra organizzata ogni anno dalla Pro Loco e dal Comitato dei Presepi locale. Vi partecipano le cinque contrade in cui è divisa la località:
  - Il Casato
  - Le Caselle
  - Montemaggiore
  - La Ceppa
  - Il Poggio

In ampi locali situati nelle rispettive contrade sono ricostruiti ambienti che si richiamano alla natività. La mostra è inaugurata la seconda domenica di dicembre e chiude il giorno dell'Epifania. La prima edizione risale al dicembre 1995. Nel 1996 è nominato il primo comitato dei presepi. Il 1997 è l'anno della scelta di partecipare a Verona alla "rassegna internazionale del Presepio nell'arte e nella tradizione" con la scelta, proprio del presepe di Bettole, per essere esposto al "Museo internazionale della natività di Betlemme". Nel 1999 la mostra ospita il Presepe di Greccio, opera dello scultore bettolino Nando Canuti.
- Dal 2022 ospita anche il festival Chiana Libera Tutti, dove si esibiscono musicisti di fama nazionale. Negli anni sul palco si sono succeduti, Fast Animals and Slow Kids, Giancane, Punkreas, Giuse The Lizia, Piotta (rapper), e molti altri.

## Sport

### Calcio
La principale squadra di calcio di Bettolle (Polisportiva Dilettantistica Bettolle) milita nel girone E toscano di Prima Categoria. Essa ha portato per molti anni il nome di Anelio Tempora, fondatore nel 1920 dell'omonima fornace di mattoni e laterizi.